# Мехоношин, Константин Александрович
Константи́н Алекса́ндрович Мехоношин (Механошин) (30 октября (11 ноября) 1889, поселок Завод-Александровский, ныне г. Александровск, Пермский край — 7 мая 1938, Коммунарка, Московская область) — российский революционер, советский военный и государственный деятель.

## Биография
Из семьи учителя Александровского мужского училища (ранее Луньевского  начального народного училища) Мехоношина Александра Константиновича и его жены учительницы Александровского женского училища Людмиллы Михайловны (урожденной Андроновой; в браке с 11 ноября 1881 г.). Внук коллежского регистратора Мехоношина Константина Афанасьевича . Окончил Пермскую городскую мужскую гимназию в 1908 году. В революционном движении с 1906 года. С 1908 по 1909 году работал частным учителем в Киеве. Учился в Санкт-Петербургском университете в 1909—1914 годах, не окончил. В 1913 году вступил в РСДРП, большевик, был дважды арестован и выслан за революционную деятельность. В 1914—1915 годах сотрудник Каспийской морской экспедиции Академии Наук под руководством профессора Н. М. Книповича. В декабре 1915 года призван в Русскую императорскую армию, служил рядовым в запасном батальоне лейб-гвардии Павловского полка (или Гренадерского) в Петрограде, вел нелегальную революционную работу.

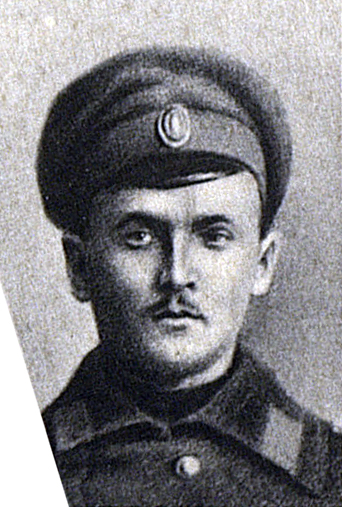
Константин Александрович Мехоношин

После Февральской революции 1917 года член полкового комитета, Петроградского совета и Петроградского комитета РСДРП(б). С апреля 1917 член Военной организации при ЦК РСДРП(б) («Военки»), в июне избран членом Всероссийского бюро военных организаций. В июле 1917 года арестован агентами Временного правительства и заключён в петроградскую тюрьму «Кресты», освобождён в октябре.
Член ВЦИК 2-го созыва. В сентябре 1917 года после перевыборов исполкома солдатской секции большевики получили девять мест. Среди избранных были сам Константин Александрович, А. А. Копяткевич, С. М. Нахимсон и другие видные большевики того времени.
Член Петроградского Военно-революционного комитета, активный участник Октябрьского вооружённого восстания. Сразу после его победы назначен комиссаром при командующем войсками Петроградского военного округа.
С 20 ноября 1917 года — заместитель наркома по военным делам, а в декабре 1917 — сентябре 1918 также являлся членом коллегии Наркомата по военным делам РСФСР. С 21 января 1918 года член Всероссийской коллегии по формированию и организации Красной армии. В феврале — марте 1918 года был членом Комитета революционной обороны Петрограда. С марта 1918 года член Высшего военного совета. Проводил работу по созданию первых частей РККА. В июне-августе 1918 года Мехоношин — член Реввоенсовета (РВС) Восточного фронта. Один из организаторов ликвидации попытки восстания командующего фронтом, левого эсэра М. А. Муравьёва. В сентябре 1918 — июле 1919 года член Реввоенсовета Республики.
В годы Гражданской войны Мехоношин был соратником Л. Д. Троцкого и в результате оказался вовлечён в конфликт с И. В. Сталиным. В сентябре 1918 года председатель РВСР Троцкий создал РВС Южного фронта с местопребыванием в г. Козлове и назначил командующим Южным фронтом генерала П. П. Сытина. Однако Сталин, С. К. Минин, и К. Е. Ворошилов продолжали самочинно действовать в Царицыне, отказавшись войти в состав РВС и признать Сытина в качестве командующего. Мехоношин, прибывший в Царицын вместе с Сытиным, требовал выполнить приказ РВСР, но Сталин так и не согласился. В итоге Советское правительство приняло решение сформировать новый Реввоенсовет Южфронта, в его составе утвердили Сытина, Мехоношина и Б. В. Леграна. Сталин был отозван в Москву. Мехоношин был членом РВС Южного фронта с октября 1918 по январь 1919 года.
В феврале-марте 1919 года назначен председателем РВС Каспийско-Кавказского фронта, а в марте-июне — 11-й отдельной армии, один из организаторов обороны Астрахани от белых войск. В марте 1919 года в Астрахани участвовал в подавлении, по официальной версии, «контрреволюционного мятежа», согласно другой версии, в подавлении рабочих выступлений. В декабре становится членом РВС 11 армии Юго-Восточного фронта и в апреле 1920 года в её составе участвует в рейде на Баку, завершившемся установлением там советской власти. В июне-декабре 1920 года, во время Советско-Польской войны, член РВС 3-й армии Западного фронта.
...мы в общем и целом пока не охватываем всего массового движения по физкультуре в международном масштабе. Руководить этим движением из одного центра становится всё труднее и труднее, движение настолько быстро растёт и развивается, что оно ускользает из наших рук... Нам нужно децентрализовать руководство этим движением... Нужно взять курс на децентрализацию, большую увязку рабочего спортдвижения с общим политическим движением в каждой данной стране...
В 1921—1923 годах — заместитель начальника Главного управления Всевобуча (организации по всеобщему военному образованию). В декабре 1922 года, когда Мехоношин был заграницей на лечении, без его ведома (что его возмутило) Всевобуч был введён в общий аппарат штаба РККА. Это был первый шаг по сужению функций Всевобуча, которым руководил Мехоношин. Цель реорганизации — сокращение штатов и централизация власти. 27 февраля 1923 года стал начальником Всевобуча, заменив на этом посту своего бывшего начальника болезненно амбизиозного Подвойского Н. И.
С 1923 по 1926 год является начальником Всевобуча, председатель Высшего совета физкультуры и спорта. Работал в Красном Спортинтерне. В январе 1924 года стал инициатором организации шахматно-шашечного движения в СССР, считал шахматы и шашки одним из видов спорта.
В 1923 году создал ОППВ вместе с Б. А. Кальпусом, Румянцевым и Фруминым. ОППВ стал прародителем ЦСКА.
С августа 1924 по конец 1925 года являлся ответственным редактором издан «Красный спорт».
В 1926—1927 годах военный атташе в Польше. В 1927—1931 годах — на руководящих должностях в Госплане СССР и в Осоавиахиме. В 1931—1934 годах член коллегии Наркомата связи, затем с 1934 года директор Всесоюзного научно-исследовательского института океанографии и морского хозяйства.
Арестован 28 ноября 1937 года. Приговорён Военной коллегией Верховного суда СССР 7 мая 1938 г. к смертной казни, в тот же день расстрелян. Место захоронения — Расстрельный полигон «Коммунарка», Московская область. Реабилитирован в октябре 1956 г. ВКВС СССР.
В колумбарии Нового Донского кладбища в Москве К. А. Мехоношину устроено захоронение-кенотаф.

## Память
- Улица Мехоношина в Астрахани (Решение горисполкома от 10 августа 1965 г., до этого Октябрьская улица)
- Улица Механошина в Перми
- Улица Мехоношина в Александровске Пермского края

## Сочинения
- Физическое воспитание и боевая подготовка Красной Армии. М., 1924;
- Военная подготовка населения. М.-Л., 1926.
- Соавт.: Каменев С. С.; Вопросы физической культуры в Красной Армии и Красном Флоте. Изд. 2-е. М., 1926;
- Осоавиахим и Красная Армия. М., 1928. Соавт.: Алексинский М. А.